# Muot da Rubi
Muot da Rubi är en bergstopp i Schweiz.   Den ligger i kantonen Glarus, i den östra delen av landet, 120 km öster om huvudstaden Bern. Toppen på Muot da Rubi är 2 746 meter över havet, eller 136 meter över den omgivande terrängen. Bredden vid basen är 1,3 km.
Terrängen runt Muot da Rubi är huvudsakligen mycket bergig. Närmaste större samhälle är Ilanz, 14,9 km öster om Muot da Rubi. 
Trakten runt Muot da Rubi består i huvudsak av gräsmarker. Runt Muot da Rubi är det glesbefolkat, med 12 invånare per kvadratkilometer.